# Saléeite
La saléeite (simbolo IMA: Slé) è un minerale del gruppo dell'autunite della classe dei minerali fosfati, arseniati e vanadati con composizione chimica Mg[UO2|PO4]2 • 10–12(H2O) ed è quindi chimicamente un fosfato di magnesio-uranile.
Con una durezza Mohs da 2 a 3, la saléeite si trova al confine tra i minerali teneri e medio-duri, il che significa che può essere graffiato sia con un'unghia come il minerale di riferimento gesso (durezza 2), che con una moneta di rame come la calcite (durezza 3).

## Etimologia e storia
Il minerale è stato descritto per la prima volta nel 1932 da Jacques Thoreau e Johannes Franciscus Vaes in rocce silicatiche provenienti dalla miniera di Shinkolobwe a Kasolo, nella provincia del Katanga in Congo. Hanno chiamato questo nuovo minerale in onore di Achille Salée (1883-1932), professore di geologia all'Università Cattolica di Lovanio in Belgio.
Il campione tipo è conservato presso l'Università Cattolica di Lovanio in Belgio con il catalogo nº K1812.

## Classificazione
Già nell'obsoleta, ma ancora in uso, 8ª edizione della sistematica minerale secondo Strunz, la saléeite apparteneva alla classe minerale di "fosfati, arseniati e vanadati" e lì alla sottoclasse di "fosfati uranilici, arseniati e vanadati uranilici", dove è elencata insieme ad autunite, fritzscheite, heinrichite, kahlerite, nováčekite, sabugalite, torbernite, trögerite, uranocircite, uranospinite e zeunerite il "gruppo dell'autunite" con il sistema nº VII/E.01.
La 9ª edizione della sistematica minerale di Strunz, valida dal 2001 e utilizzata dall'Associazione Mineralogica Internazionale (IMA), classifica la saléeite nel dipartimento dei "fosfati e arseniati di uranile". Tuttavia, questo è ulteriormente suddiviso in base al rapporto tra il complesso di ossido di uranio (UO2) e il complesso di fosfato o arseniato (RO4), in modo che il minerale possa essere trovato nella suddivisione "UO2 : RO4 = 1 : 1" in base alla sua composizione, dove può essere trovato insieme ad autunite, heinrichite, kahlerite, kirchheimerite, metarauchite, hydronováčekite, nováčekite, torbernite, uranocircite-I, uranocircite-II, uranospinite, xiangjiangite e zeunerite formano il "gruppo dell'autunite" con il sistema nº 8.EB.05.
Anche la classificazione dei minerali secondo Dana, che viene utilizzata principalmente nel mondo anglosassone, classifica la saléeite nella classe dei "fosfati, arseniati e vanadati" e lì nella sottoclasse dei "fosfati contenenti acqua, ecc.". Qui è l'unico membro del gruppo senza nome 40.02a.11 all'interno della suddivisione "fosfati acquosi ecc., con A2+(B2+)2(XO4) • x(H2O), con (UO2)2+".

## Abito cristallino
La saléeite cristallizza nel sistema monoclino nel gruppo spaziale P21/c (gruppo nº 14) con i parametri del reticolo a = 6,95 Å, b = 19,95 Å, c = 9,90 Å, β = 135,2° e 2 unità di formula per cella unitaria.
La struttura cristallina è caratterizzata da strati di uranil-fosfato che giacciono paralleli al piano {001}. L'anione fosfato tetraedrico (PO3−4) coordina quattro ioni uranile (UO2+2) attraverso i suoi quattro atomi di ossigeno, in modo che per ciascuno di essi risulti una coordinazione ottaedrica degli atomi di ossigeno, con le punte di questo ottaedro che rappresentano gli atomi di ossigeno dell'uranile. Questo modello di collegamento si traduce in strati di uranil-fosfato, tra i quali si trovano le molecole d'acqua e gli ioni magnesio (Mg2+). Ogni Mg2+ è circondato da 6 molecole d'acqua ottaedriche. Le restanti 4 molecole d'acqua non sono direttamente legate a nessun catione. Tuttavia, con un complesso sistema di legami idrogeno, contribuiscono ad una distribuzione equilibrata delle cariche e quindi alla stabilizzazione della struttura.

## Proprietà
Il minerale è classificato come altamente radioattivo a causa del suo contenuto di uranio fino al 51% in peso e ha un'attività specifica di circa 91,2 kBq/g (per confronto, il potassio naturale ha attività specifica pari a 0,0312 kBq/g).
Sotto la luce ultravioletta a onde lunghe, la saléeite mostra una forte fluorescenza giallo limone e sotto la luce UV a onde corte, una fluorescenza giallo chiaro.

## Origine e giacitura
La saléeite si forma secondariamente durante l'erosione dei minerali di uranio nella zona di ossidazione dei depositi idrotermali e sedimentari contenenti uranio.
Nella miniera di Shinkolobwe a Kasolo, nella provincia del Katanga nella Repubblica Democratica del Congo, la saléeite si trova associata alla torbernite e alla dewindtite. Nel giacimento di uranio vicino a Schneeberg in Sassonia, la saléeite è associata all'uranofane e alla zeunerite.
La saléeite, in quanto minerale abbastanza comune, è stata rilevata in tutto il mondo.
In Italia la saléeite è stata rinvenuta a Colico (in Lombardia); a Montescheno (in Piemonte); ad Assemini, Capoterra e Fluminimaggiore (in Sardegna); a Bocenago (in Trentino Alto-Adige).
In Germania il minerale è stato trovato a Lörrach e Waldshut nel Baden-Württemberg; a Wunsiedel im Fichtelgebirge in Baviera; a Johanngeorgenstadt e Schneeberg (in Sassonia); infine a Kauern (in Turingia).
Sempre in Europa è stata trovata in Ungheria (Kővágótöttös, Fertőrákos e Badacsonyörs), in Slovacchia (distretto di Rožňava), in Spagna (a Salamanca e Badajoz), ma anche in Romania, Polonia e Portogallo.
Al di fuori dell'Europa ci sono stati ritrovamenti nelle contee di Gila (Arizona), Routt e Teller (Colorado), Mineral (Nevada), Cibola e Grant (Nuovo Messico), solo per citarne alcune; la saléeite è stata rinvenuta anche in Uzbekistan, Nuova Zelanda, Canada e Brasile.

## Forma in cui si presenta in natura
I cristalli pseudotetragonali possono essere da trasparenti a opachi con un habitus prevalentemente tabulare e una superficie di base dominante perpendicolare all'asse {\displaystyle c}. Le superfici dei cristalli giallo limone o giallo-verde fino al verde oliva mostrano una lucentezza simile al diamante o alla cera. Il colore del suo striscio è giallo-bianco.